# Lagocephalus sceleratus
Lagocephalus sceleratus es una especie de peces de la familia Tetraodontidae en el orden de los Tetraodontiformes.

## Morfología
- Los machos pueden llegar alcanzar los 110 cm de longitud total[1] y 7.000 g de peso.[2]

## Hábitat
Es un pez de mar de clima tropical y asociado a los arrecifes de coral que vive entre 18-180 m de profundidad.

## Distribución geográfica
Se encuentra en el océano Pacífico occidental y el Índico (desde donde ha entrado en el mar Mediterráneo a través del canal de Suez ).

## Observaciones
No se puede comer ya que es venenoso para los humanos.